# Nederländernas Grand Prix 1973
Nederländernas Grand Prix 1973 var det tionde av 15 lopp ingående i formel 1-VM 1973.  

## Rapport
Ronnie Peterson, som startade från pole position, tog ledningen och jagades av Jackie Stewart, Carlos Pace, som startat från tredje ledet, och François Cévert. Emerson Fittipaldi tvingades bryta redan på andra varvet och Carlos Pace blev passerad av François Cévert under sjätte varvet. På åttonde varvet kraschade britten Roger Williamson våldsamt varvid hans March-Ford slog runt och fattade eld och blev liggande upp och ned bredvid banan. David Purley stoppade omedelbart för att försöka rädda sin landsman men lyckades inte utan Roger Williamson omkom i lågorna. Banfuntionärerna, som var illa utrustade, kunde inte hjälpa till utan lät den olycksdrabbades bil brinna upp medan loppet fortsatte. 
Ronnie Peterson ledde ända till det 63:e varvet då han fick problem med bilen och blev omkörd av såväl Jackie Stewart som François Cévert. På 66:e varvet var Ronnie Peterson tvungen att bryta loppet varvid James Hunt tog över tredjeplatsen bakom de två Tyrrell-förarna.

## Resultat
1. Jackie Stewart, Tyrrell-Ford, 9 poäng
2. François Cévert, Tyrrell-Ford, 6
3. James Hunt, Hesketh (March-Ford), 4
4. Peter Revson, McLaren-Ford, 3
5. Jean-Pierre Beltoise, BRM, 2
6. Gijs van Lennep, Williams (Iso Marlboro-Ford), 1
7. Carlos Pace, Surtees-Ford
8. Clay Regazzoni, BRM
9. Howden Ganley, Williams (Iso Marlboro-Ford)
10. George Follmer, Shadow-Ford
11. Ronnie Peterson, Lotus-Ford (varv 66, motor)

### Förare som bröt loppet
- Graham McRae, Williams (Iso Marlboro-Ford) (varv 56, för få varv)
- Niki Lauda, BRM (52, bränslepump)
- Mike Hailwood, Surtees-Ford (52, elsystem)
- Denny Hulme, McLaren-Ford (31, motor)
- Wilson Fittipaldi, Brabham-Ford (27, olycka)
- Chris Amon, Tecno (22, bränslesystem)
- Carlos Reutemann, Brabham-Ford (9, däck)
- David Purley, LEC (March-Ford) (8, drog sig tillbaka)
- Roger Williamson, March-Ford (7, fatal olycka)
- Emerson Fittipaldi, Lotus-Ford (2, kroppsligt)
- Mike Beuttler, Clarke-Mordaunt-Guthrie (March-Ford) (2, elsystem)
- Jackie Oliver, Shadow-Ford (1, olycka)

## Bildgalleri

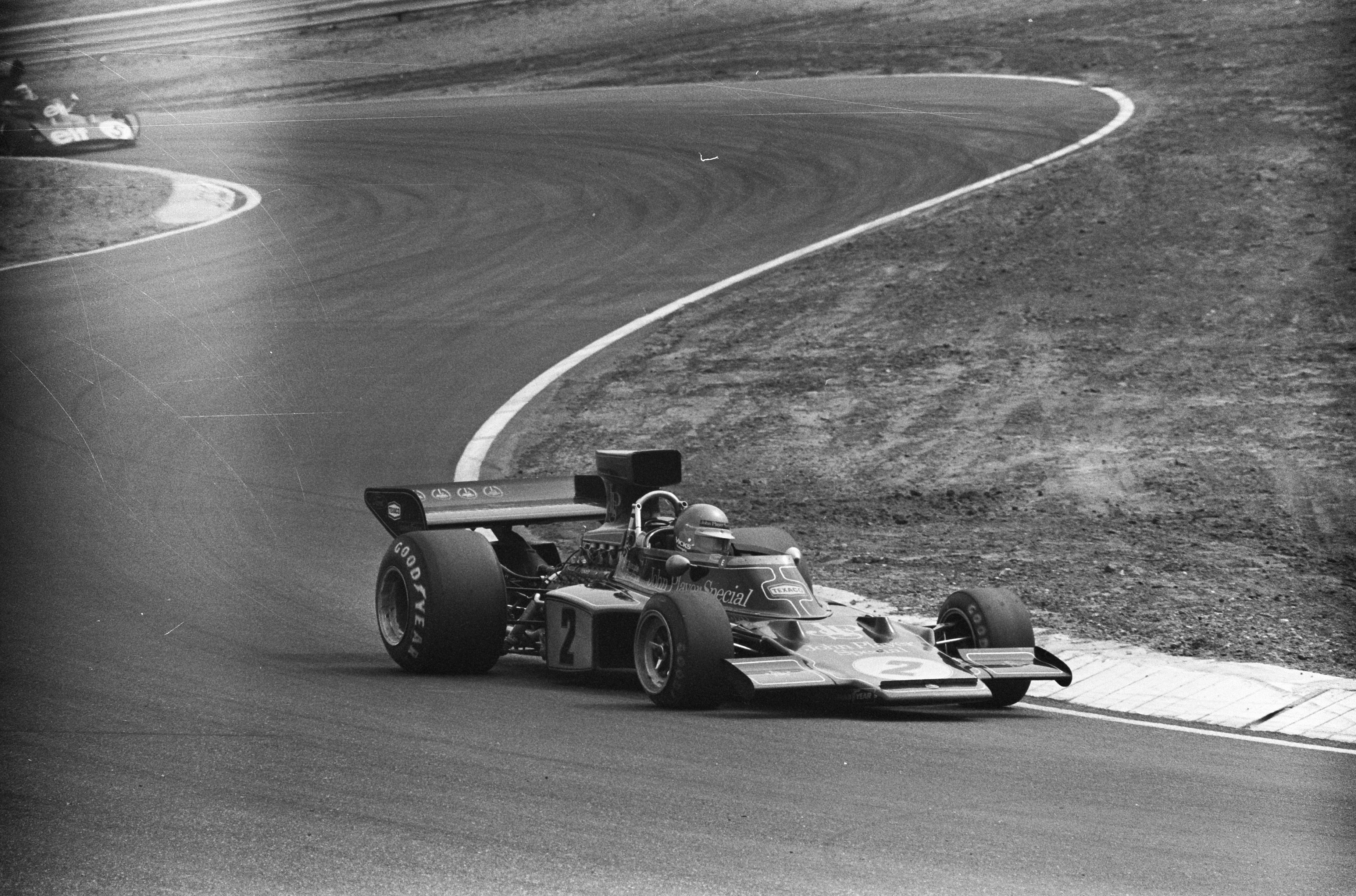
Ronnie Peterson startade från pole position men bröt på det 66:e varvet
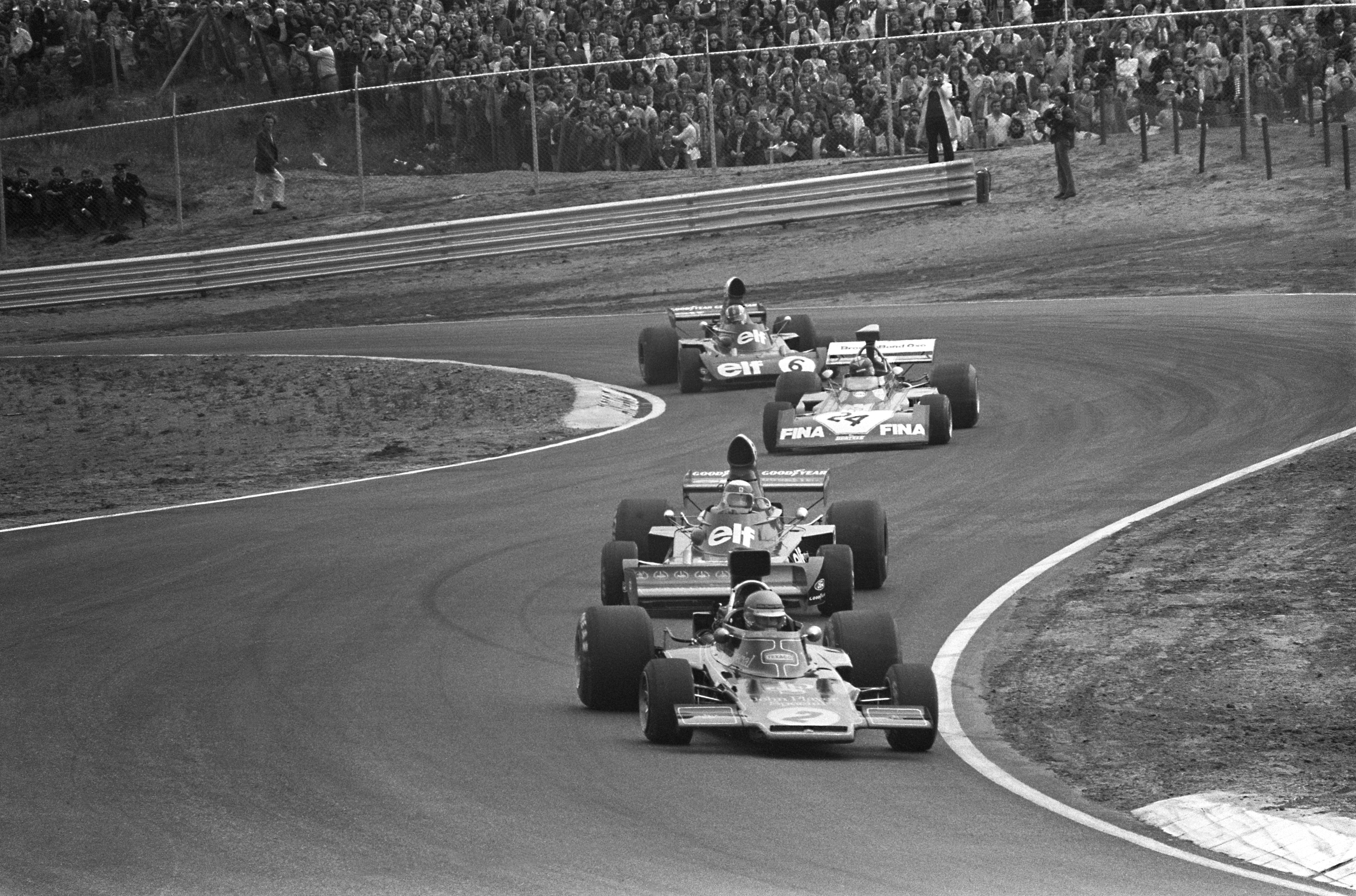
Ronnie Peterson tätt följd av Jackie Stewart, Carlos Pace och François Cevert.
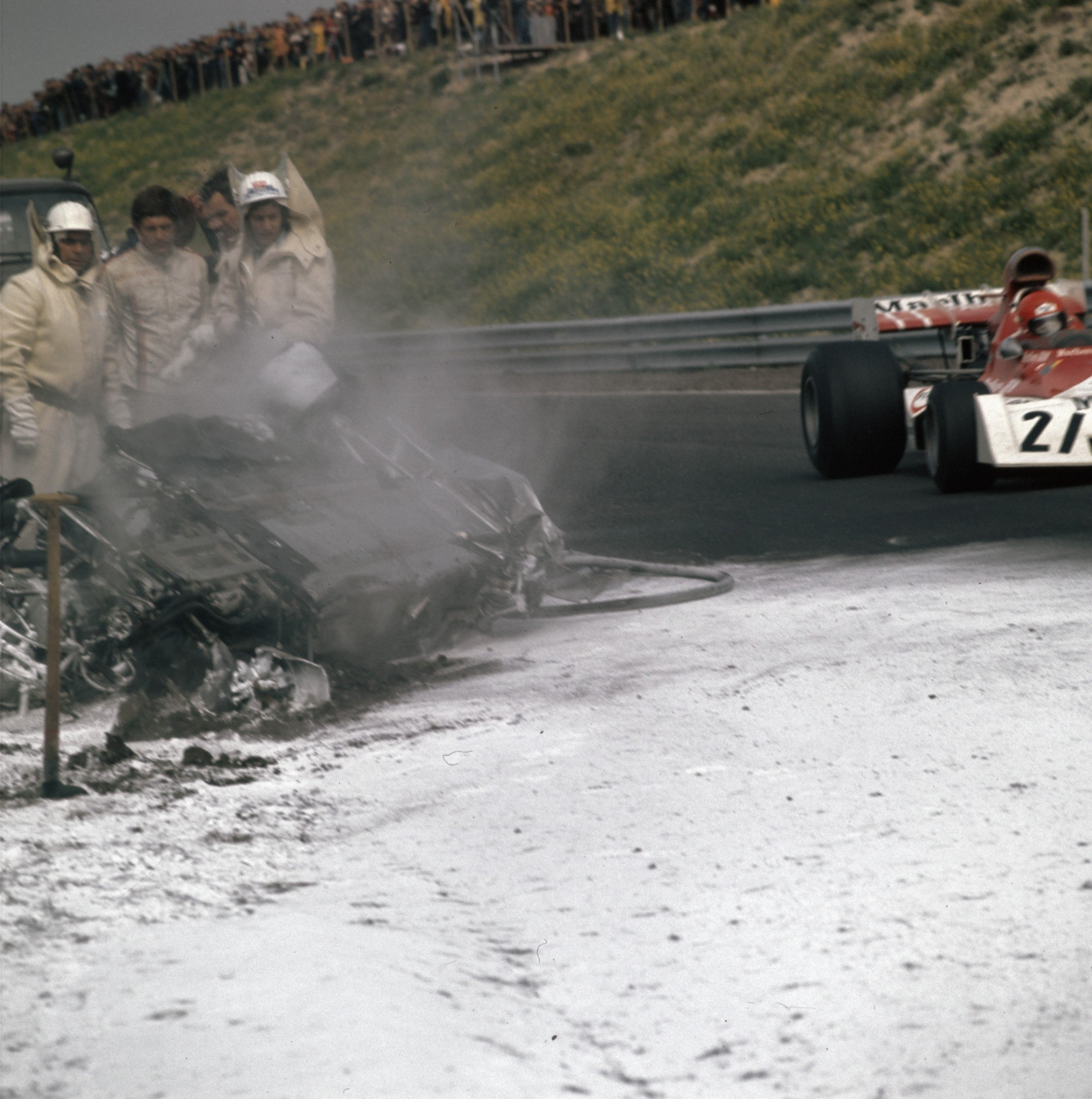
Roger Williamson förolyckades efter att hans bil voltat och fattat eld på varv 7.

### Förare som ej startade
- Rikky von Opel, Ensign-Ford